# Marcus Ummidius Quadratus
Marcus Ummidius Quadratus (* 138/139) war ein römischer Politiker und Senator des 2. Jahrhunderts n. Chr.
Quadratus stammte aus einer hochadligen Familie, die schon seit dem Suffektkonsulat des Gaius Ummidius Durmius Quadratus um 40 n. Chr. zu den führenden Familien Roms gehörte. Sein Vater hieß Ummidius Quadratus und war vielleicht der gleiche Mann, der unter dem Namen Annianus Verus als Suffektkonsul im Jahr 146 bezeugt ist. Seine Mutter war Annia Cornificia Faustina; sie war die Schwester des Kaisers Mark Aurel. Nach ihrem Tod erbte Marcus Ummidius Quadratus das beträchtliche Privatvermögen seiner Eltern; die Landgüter in der Region zwischen Phrygien und Pisidien gingen jedoch an seine Schwester über.
Von der Laufbahn des Quadratus ist nur das ordentliche Konsulat bekannt, das er im Jahr 167 zusammen mit Lucius Verus bekleidete. Claudius Ummidius Quadratus, Verschwörer gegen Kaiser Commodus, dürfte sein Adoptivsohn gewesen sein.